# غودويل تشيا
غودويل تشيا ندانغ (بالفرنسية: Godwill Chia Ndang) (ولد في 15 نوفمبر 1999 في ياوندي، الكاميرون) لاعب كرة قدم كاميروني يجيد اللعب في مركز حارس المرمى. يلعب حاليا لصالح الحالة البحريني منذ 2021.